# Seeon-Seebruck
Seeon-Seebruck est une commune de Bavière en Allemagne, située dans l'arrondissement de Traunstein, dans le district de Haute-Bavière.

## Géographie
La commune se situe dans le Chiemgau, au nord du lac de Chiemsee, et est arrosée par la rivière Alz. Elle est constituée des anciennes municipalités de Seeon, de Seebruck et de Truchtlaching.

## Histoire
La région était déjà peuplée sous l'Empire romain, lorsque la colonie de Bedaium a été fondée sur la voie reliant Iuvavum (Salzbourg) et Augusta Vindelicorum (Augsbourg), à l'endroit du village actuel de Seebruck. Le lieu figure également dans la table de Peutinger ; au IVe siècle, un camp romain a été construit ici. Prucca (« pont ») sur la rive nord du Chiemsee apparaît pour la première fois dans un acte de 924. En ce temps-là, le domaine faisait partie de l'abbaye de Frauenchiemsee. 

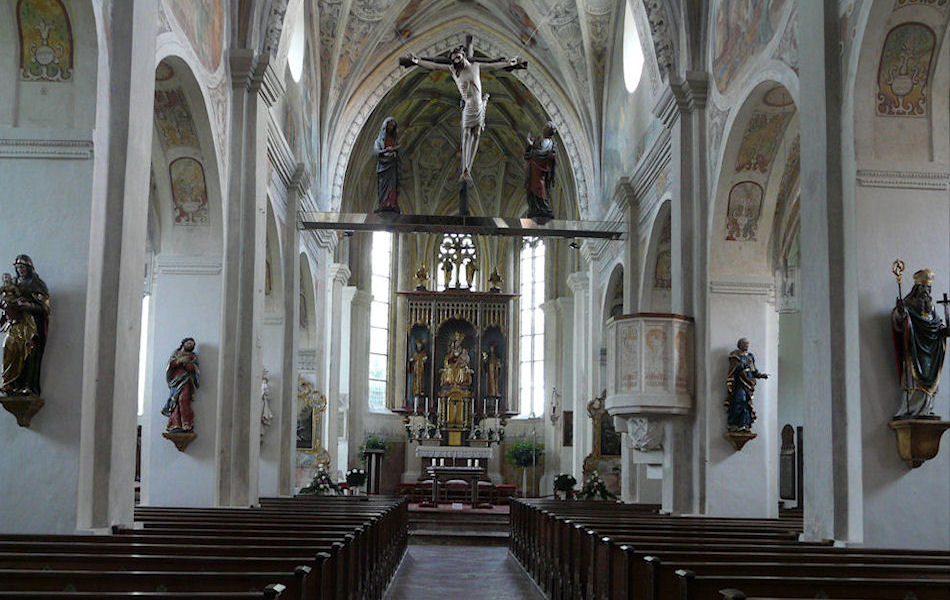
Intérieur de l'église abbatiale.

En 994, l'abbaye bénédictine de Seeon a été fondée par Aribon Ier, comte palatin du duché de Bavière, et son épouse Adala. Cinq ans plus tard, elle a obtenu le statut d'une abbaye impériale par l'empereur Otton III ; en 1201, toutefois, elle a été placée sous la souveraineté des archevêques de Salzbourg par décret de Philippe de Souabe. Au Moyen Âge, le couvent possédait un scriptorium d'importance, utilisé notamment par l'empereur Henri II qui y fit effectuer des livres pour le nouveau évêché de Bamberg qu'il a créé en 1007.
L'abbaye fut sécularisée au cours du Recès d'Empire en 1803. En 1852, les biens fonciers ont été acquis par la princesse Amélie de Leuchtenberg, ancienne impératrice du Brésil. La maison de Leuchtenberg restait propriétaire jusqu'en 1934.

## Personnalités liées à la commune
- Georges Nikolaïevitch de Leuchtenberg (1872-1929), militaire russe mort à Seeon.
- Arthur Graefe (1890–1967), homme politique mort à Truchtlaching.
- Hartmann Lauterbacher (1909–1988), homme politique mort dans la ville.